# Спільна програма моніторингу водопостачання та водовідведення
Спільна програма моніторингу (СПМ) для водопостачання та санітарії ВООЗ та ЮНІСЕФ є офіційним механізмом Організації Об'єднаних Націй, якому доручено відстежувати прогрес у досягненні Цілі сталого розвитку № 6 (ЦСР 6) з 2016 року.
Раніше, до 2015 року, JMP було доручено контролювати Цілі розвитку тисячоліття (ЦРТ), що стосуються питної води та санітарії (ЦРТ 7, ціль 7c), яка мала: «Зменшити вдвічі до 2015 року частку людей, які не мають сталого доступу до безпечного питна вода та базова санітарія».
JMP знаходиться у Всесвітній організації охорони здоров'я та ЮНІСЕФ і підтримується Стратегічною консультативною групою незалежних технічних і політичних експертів, а також різними технічними робочими групами, скликаними навколо важливих конкретних тем.

## Діяльності
Чотири пріоритетні напрями діяльності СПМ на 2010—2015 роки:
- підтримка цілісності бази даних СПМ і забезпечення точних глобальних оцінок;
- поширення даних серед зацікавлених сторін;
- виконання нормативної ролі СПМ у розробці та підтвердженні цільових показників;
- посилення взаємодії між країнами та СПМ.

Кожні два роки СПМ публікує свої останні оцінки щодо використання різних типів джерел питної води та санітарних засобів на національному, регіональному та глобальному рівнях. Наступний звіт «Прогрес у сфері санітарії та гігієни домашньої питної води: 2000—2020» опубліковано в липні 2021 року на веб-сайті JMP
СПМ робить свої дані та інформацію доступними через різноманітні канали та формати, включаючи семінари в країнах, свої основні дворічні звіти та веб-сайт, статистичний веб-сайт ЮНІСЕФ та через публічні дані Google. Ці дані також використовуються Світовим банком і Системою статистичної інформації Всесвітньої організації охорони здоров'я (ВООЗ).
СПМ співпрацює з іншими міжнародними та національними організаціями для посилення глобального та національного моніторингу. Програма також відіграє адвокаційну роль, висвітлюючи право на покращену питну воду та санітарію для тих груп населення, які втрачають можливості, і допомагаючи визначити цільові заходи.
Готуючись до періоду після 2015 року (Цілі сталого розвитку), СПМ ініціювала чотири робочі групи, які розробляють потенційні майбутні цілі та показники для водопостачання, санітарії, гігієни та справедливості/недискримінації).
| СПМ-сходи для питної води | СПМ-сходи для питної води |
| ------------------------- | ------------------------- |
|                           | Безпечне споживання       |
|                           | Базове                    |
|                           | Обмежене                  |
|                           | Непокращене               |
|                           | Поверхневі води           |
| джерело                   |                           |

Окрім звітності про національне, регіональне та глобальне використання різних типів джерел питної води та санітарних споруд, СПМ активно підтримує країни в їхніх зусиллях щодо моніторингу цього сектору та розробки планування та управління на основі фактичних даних, відіграє нормативну роль у формуванні показників і виступає від імені населення, яке не має покращеного водопостачання чи санітарії.

## Бачення та місія
Бачення СПМ полягає в прискоренні прогресу в напрямку універсального та стійкого доступу населення країн, що розвиваються, до безпечної води та основних санітарних умов, включаючи досягнення цілей ЦРТ до 2015 року.
Місія СПМ полягає в тому, щоб бути надійним джерелом глобальних, регіональних і національних даних щодо сталого доступу до безпечної питної води та основних санітарних умов для використання урядами, донорами, міжнародними організаціями та громадянським суспільством.

## Індикатори
СПМ використовує такі показники ЦРТ для моніторингу:
- Частка населення, яке використовує покращене джерело питної води;
- Частка населення, яке використовує покращені санітарні умови.

Удосконалене джерело води визначається СПМ як таке, яке за характером своєї конструкції або завдяки активному втручанню, ймовірно, буде захищене від зовнішнього забруднення, зокрема від забруднення фекаліями. Покращена санітарна установка визначається як така, яка, ймовірно, гігієнічно відокремлює людські екскременти від контакту з людьми, і деякі приклади наведені у визначенні.

## Методи оцінки
СПМ сам не збирає первинні дані. Натомість, наскільки це можливо, він використовує виключно дані з первинних джерел, таких як переписи населення та національні опитування домогосподарств, які проводяться національними статистичними органами кожні кілька років. Ці опитування включають кластерні опитування за кількома показниками (КОКП), які підтримує ЮНІСЕФ, і дослідження демографії та охорони здоров'я (ДДОЗ), що фінансуються USAID. Одним із викликів, з якими стикається СПМ, є те, що визначення покращеного джерела води та покращеної санітарії не є узгодженими в різних країнах. Ще одна проблема полягає в тому, що переписи та опитування проводяться лише кожні кілька років. Таким чином, СПМ використовує лінійну регресію для оцінки даних за певний рік у конкретній країні, навіть якщо в цьому році не проводилося опитування чи перепис населення, щоб мати можливість порівнювати дані між країнами за певний рік.

### Причини розбіжностей оцінок
Індикатори, які використовує JMP, є суперечливими, оскільки вони не завжди відповідають культурним і місцевим уявленням про те, що працює чи ні, і можуть відрізнятися від національних оцінок. Розбіжності між національними та міжнародними (СПМ) оцінками охоплення, як правило, пов'язані з однією або декількома з наведених нижче причин.
1) Використання різних визначень доступу, включаючи погано визначені категорії доступу
2) Виключення користувачів спільних санітарно-гігієнічних засобів покращеного типу з числа тих, які вважаються такими, що мають покращені санітарні умови
3) Використання результатів останнього опитування чи перепису порівняно з використанням інтерпольованих оцінок на основі лінійної регресії
4) Використання різних оцінок населення, включаючи різний розподіл міського та сільського населення
5) Використання «старих» оцінок, які не відображають останні або всі результати нових вибіркових обстежень або нового перепису
6) Використання «звітних» даних галузевих міністерств порівняно з використанням даних, які можна перевірити незалежно від вибіркових опитувань або переписів

### Виклики
Повна інформація про безпеку питної води, надійність і стійкість питної води та санітарних засобів недоступна в усьому світі, тому ці параметри не включені в поточні визначення показників. Систематичне тестування мікробної та хімічної якості води на національному рівні в усіх країнах є надзвичайно дорогим і логістично складним. Однак СПМ працює над тим, щоб максимально включити ці складні параметри в майбутні індикатори.
У період з 2002 по 2008 рік був розроблений проект швидкої оцінки якості питної води (RADWQ), і якість питної води з покращених джерел була оцінена в ряді пілотних країн. У 2011 році СПМ зосередив свій тематичний звіт на справедливості, безпеці та сталому розвитку. У 2012 році СПМ підтримував пілотне тестування якості води разом з опитуваннями домогосподарств.